# 야생천사 보호구역
야생천사 보호구역은 루시드가 2021년 5월 23일부터 2022년 7월 31일까지 네이버 웹툰에 연재했었던 웹툰이다.

## 줄거리
천사 가브리엘은 악마들의 장난으로 동료천사 라파엘, 우리엘과 함께 인간 세상의 고양이로 변해버린다.
아니 이게 어찌된 일인가! 낯선 인간 세상에서 고양이의 몸이라니!
고양이가 되어버린 꽃미남 천사들과 그들의 집사가 된 소녀 은호의 세상에서 가장 무해한 로맨스! (※심장에는 유해함 주의)